# Нойдорф-Борнштайн
Нойдорф-Борнштайн (нім. Neudorf-Bornstein) — громада в Німеччині, розташована в землі Шлезвіг-Гольштейн. Входить до складу району Рендсбург-Екернферде. Складова частина об'єднання громад Денішер-Вольд.
Площа — 14,17 км2. Населення становить 1096 ос. (станом на 31 грудня 2020).